# Movimiento Electoral del Pueblo
Movimiento Electoral del Pueblo - Partido Socialista de Venezuela (MEP) es un partido político venezolano de izquierda que nace el 10 de diciembre de 1967. Se fundamenta en las doctrinas de la democracia socialista, revolucionaria y nacionalista. Entre sus fundadores destacan Luis Beltrán Prieto Figueroa, Jesús Paz Galárraga y Salom Mesa. Tiene representación en la Asamblea Nacional de 2021 con 3 diputados principales y 1 suplente: Gilberto Giménez (también diputado al Parlatino), Ignacio Buznego, Candelario Briceño, y la suplente Leticia Rangel.

## Ideología
El partido nace como un ala de izquierda del movimiento populista venezolano en 1967. En 1970 se adoptó una clara orientación socialista, pero vacilante en algunas de sus formulaciones, que a partir de ahí empezó una evolución hacia el socialismo científico y la utilización del método dialéctico.
Las bases políticas e ideológicas del partido fueron postuladas por Luis Beltrán Prieto Figueroa, fundador del MEP, en su tesis Del tradicionalismo a la modernidad, también conocido como Libro morado. En esta obra, Prieto 
Los valores fundamentales del MEP son la:
- Liberación nacional, que para el MEP es un «instrumento para erradicar la explotación imperialista y oligárquica».[2]
- Democracia socialista, que para el MEP es «la base de la superación de las contradicciones y diferencias de clases naciones y para el desarrollo integral de la personalidad humana».[2] Asimismo, Prieto Figueroa expresó que la democracia socialista es el «poder de la clase obrera y demás trabajadores manuales e intelectuales», los cuales ejercen una dominación efectiva sobre el Estado y los medios de producción

En cuanto al aspecto económico, Prieto Figueroa defendía que «la propiedad social [...] no será impuesta en forma burocrática ni uniforme». De esta manera, propiciaba la nacionalización de las grandes empresas, la creación de cooperativas o unidades bajo autogestión en empresas medianas y pequeñas y la aceptación «por un tiempo indefinido» de algunas empresas pequeñas en manos privadas. Al mismo tiempo, planteó que la democracia socialista implicaría «la planificación de la economía para el beneficio de todos, y la distribución del ingreso de acuerdo al trabajo de cada quien». Asimismo, para Prieto Figueroa «sólo cuando el Estado está fuertemente influido por el poder de los trabajadores [...] la intervención del poder público constituye un paso hacia la socialización».

## Historia

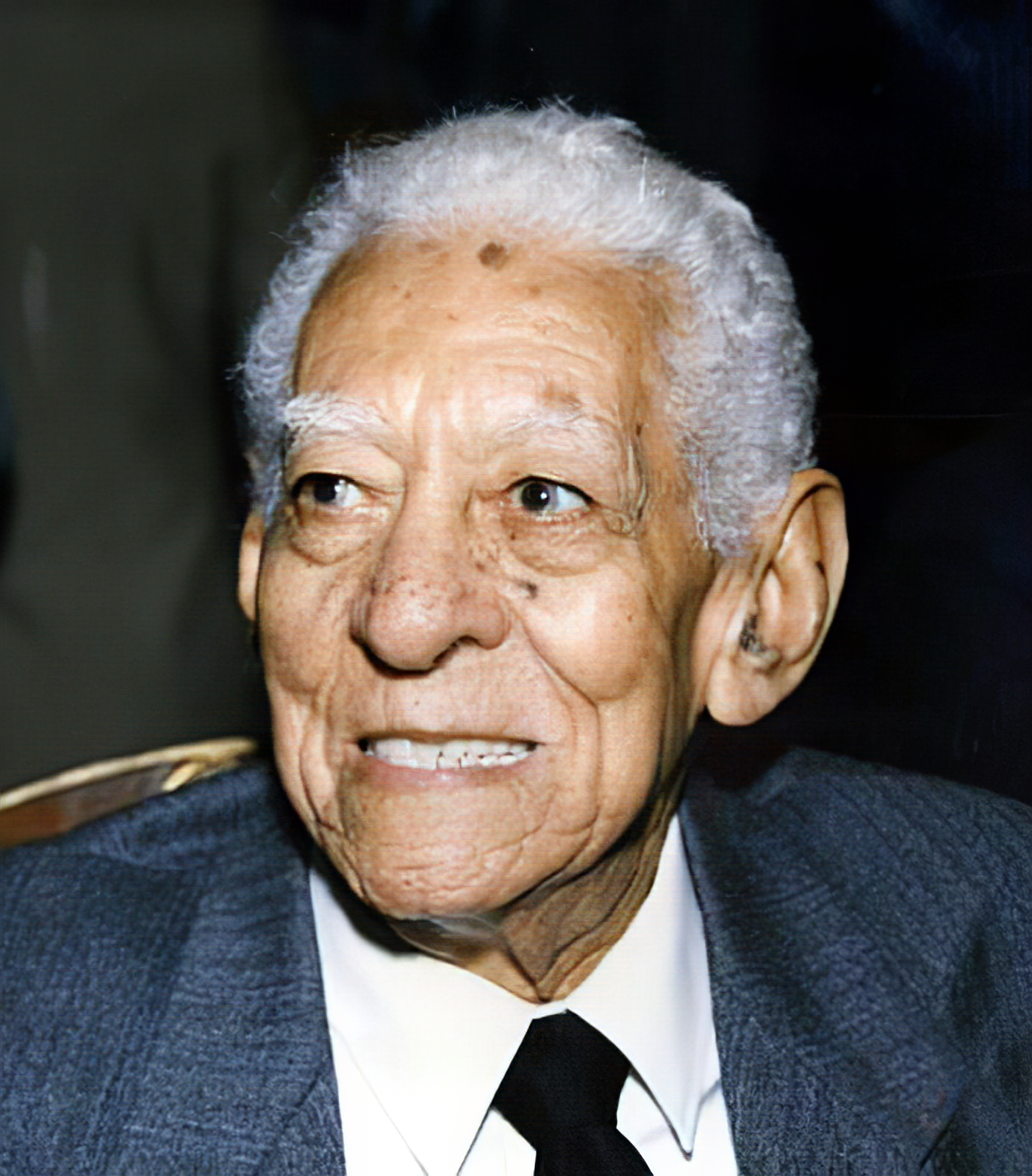
Luis Beltrán Prieto Figueroa, fundador del MEP y principal líder histórico del partido.

### Origen
El MEP nace de la división del sector de izquierda de Acción Democrática (AD) en 1967, luego de las pugnas internas por la elección del presidente de ese partido, así Luis Beltrán Prieto Figueroa, entonces presidente de AD decide retirarse de esa organización junto con otros líderes notables, entre ellos Jesús Paz Galárraga. Este hecho significaba la tercera división de AD, todas en esa década, pero la creación del MEP es considerada como la más trascendental, por las figuras y cargos que asumían dentro del partido así como la cercanía de las elecciones presidenciales y parlamentarias de 1968. Para el momento de la creación del MEP los partidos de izquierda estaban divididos, unos aún se mantenían en la lucha guerrillera contra el gobierno de Raúl Leoni, otros preferían el abstencionismo y el Partido Comunista de Venezuela (PCV) se retiraba de la lucha armada aunque no se le otorgaba la autorización para participar bajo ese nombre, ante ese escenario surgía un partido de izquierda que proponía cambios bajo un sistema democrático socialista y de liberación nacional, que significa, el poder en manos de la clase obrera y trabajadores de la ciudad y el campo, la propiedad social sobre el petróleo y las industrias básicas, así como el control del Estado sobre los recursos naturales, educación, servicios básicos de salud y seguridad social entre otros. Cabe resaltar que Nicolás Maduro García, padre del actual presidente de Venezuela Nicolás Maduro, fue uno de sus fundadores.

### Primera participación electoral

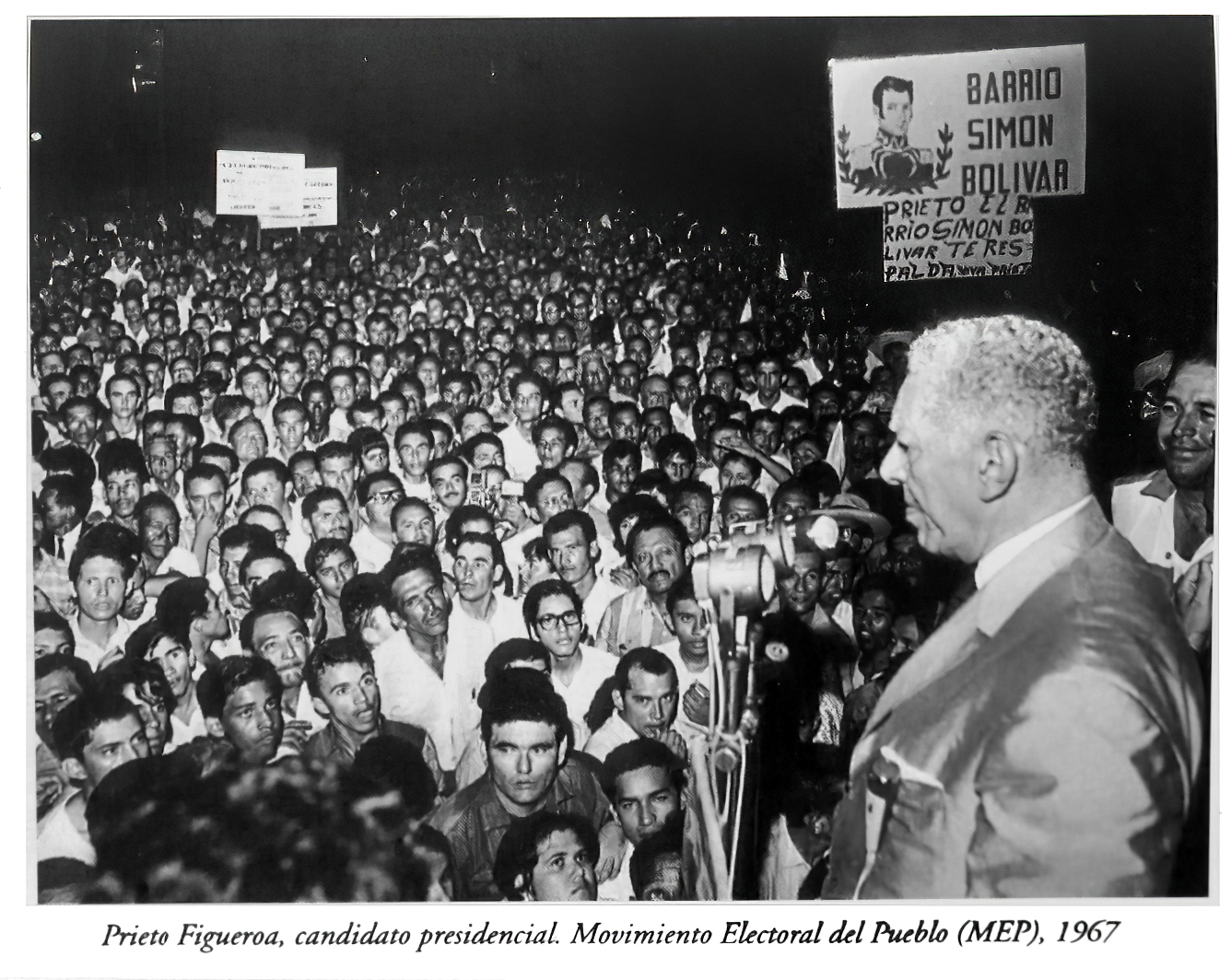
Campaña electoral de 1968.

Apenas conformado el MEP comenzaron por buscar alianzas para la candidatura de Prieto Figueroa para las elecciones de 1968, de esa forma se alían con el Partido Revolucionario de Integración Nacionalista (PRIN), de tendencia izquierdista y que estaba integrado por los miembros que se habían retirado de AD en 1962 y habían formado AD-Oposición, así como disidentes del Movimiento de Izquierda Revolucionaria (MIR), Fuerza Democrática Popular (FDP), Unión Republicana Democrática (URD) e independientes. La candidatura del MEP con el respaldo del PRIN y Opina le deja un alto costo político a AD, cuando en esas elecciones presidenciales el partido socialcristiano Copei obtiene la victoria, despojando a AD del poder. El MEP logró ser el tercer partido más votado a nivel nacional, desplazando a URD al cuarto puesto, tanto en votos presidenciales como parlamentarios.

### Frente Nacionalista Popular
Desde 1970 el MEP inicia conversaciones con el FDP, otro partido socialista democrático, para establecer una coalición electoral y política que pudiera contrarrestar el creciente bipartidismo de AD-Copei, esa alianza primero ocurre en el parlamento cuando deciden crear un bloque común entre ambos partidos (MEP-FDP), pero al momento de crear el Frente Nacionalista Popular más conocido como la Nueva Fuerza, no se logró el ingreso del FDP, el primer partido en aceptar la invitación de ese frente fue URD y poco después el PCV. La Nueva Fuerza proponía un programa de gobierno de Unidad Popular de 15 puntos, entre los más importantes de ellos se encontraban, la nacionalización del petróleo, hierro, la banca, electricidad, mercado agrícola, expropiación de latifundios, establecía un programa para dar medio litro de leche diaria a niños menores de 7 años y el aumento general de sueldos y salarios. Para definir el candidato del frente se convoca a un congreso con la participación de igual número de miembros del MEP, URD y PCV y otros independientes, resultando electo el precandidato del MEP Jesús Paz Galarraga. Según URD la candidatura de Paz Galarraga no subía en las encuestas y por ello le propone cambiar la candidatura a la de Jóvito Villalba de URD, pero los mepistas se niegan y se rompe la alianza al retirarse URD del Frente Nacionalista Popular; la salida de ese partido significó un quiebre de la candidatura de Paz Galarraga que quedó tercero el día de la elección con poco más del 5%.

### Descenso del MEP

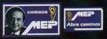
Tarjeta electoral del Movimiento Electoral del Pueblo en las elecciones generales de 1988.

A partir de 1978 comenzó un largo período de franco decrecimiento del partido, quedando sin representación en la Cámara de Senadores hasta la desaparición de la misma en 1999, pero si con una pequeña representación dentro de la Cámara de Diputados. Pese al fracaso en las presidenciales de 1978 cuando Prieto Figueroa alcanzó apenas el 1%, el MEP logró junto con el resto de los partidos de izquierda organizarse en una sola coalición para las elecciones municipales de 1979, esa alianza logró el tercer lugar con el 7,2% de los votos. Para 1983 los acuerdos que había alcanzado previamente la izquierda se rompen y los cuatro principales partidos izquierdistas se dividen en dos bloques, por una parte el MEP y el PCV y otra conformada por el Movimiento al Socialismo (MAS) y MIR, esta misma alianza se repetiría en la elección de 1989 con fracasos significativos para ambos bloques aunque en mayor escala para el MEP. 

### El Chiripero
En 1993 los partidos de izquierda (con excepción de La Causa R) y centristas forman una coalición integrada por 17 partidos para respaldar la candidatura presidencial de Rafael Caldera para las elecciones de ese año. Caldera resultó elegido con poco más del 30%, el MEP fue el cuarto partido con mayor votación de esa coalición y así forman parte del gobierno del presidente Rafael Caldera. A finales del gobierno de Caldera le retiran el respaldo para iniciar su apoyo al candidato Hugo Chávez.

### Apoyo al chavismo
En 1998 apoyan oficialmente la candidatura de Chávez para la presidencia de la República, todo indicaba la recuperación del partido al alcanzar cerca del 1% de los votos, sin embargo, un bajo perfil del MEP en los primeros años de gobierno de Chávez probablemente impactaría en los resultados de las elecciones de 2000, cayendo a su mínimo histórico y quedando sin representación parlamentaria alguna por primera vez desde su fundación. 
El proceso de recuperación del partido se inicia nuevamente luego de esas elecciones al dar cada vez mayor apoyo a Hugo Chávez, en las elecciones regionales de 2004 obtienen el triunfo en la alcaldía del municipio Mara en el estado Zulia, sin necesidad de hacer alianzas con ningún partido, derrotando al propio candidato del MVR y el opositor de Un Nuevo Tiempo (UNT) y AD, luego para las elecciones parlamentarias de 2005 consiguien un escaño en la Asamblea Nacional por el estado Guárico. En las elecciones presidenciales de 2006, se posicionan como la novena fuerza política del país y la quinta dentro de las que apoyaron al presidente Hugo Chávez a su reelección.
A inicios de 2008 el MEP se suma a la Alianza Patriótica, coalición que reúne a los partidos oficialista para las elecciones regionales de ese año. Con algunos problemas para la asignación de candidaturas de unidad el MEP se vio envuelto en problemas con la Alianza al punto de ser desvinculada de manera temporal. Por esta razón Contreras fue expulsado del partido por este haber provocado presuntamente la desvinculación del MEP con la Alianza Patriótica, ante ese hecho quedaron sin representación parlamentaria.

### Intento de fusión en el PSUV
Al ser reelegido Chávez en la presidencia de la República en 2006, anuncia su propuesta de conformar un partido con las fuerzas que lo respaldan, de esa forma se inician una serie de reuniones dentro de los partidos oficialistas, incluyendo el MEP. La posición expresada mayoritariamente por los voceros del partido fue declarar la disolución de la organización para integrarse a la propuesta presentada por el presidente venezolano Hugo Chávez. No obstante, no se dio a conocer un pronunciamento oficial por parte de la Dirección Nacional del partido sobre la oficialización de su disolución, su principal figura en los últimos años y diputado a la Asamblea Nacional, Eustoquio Contreras manifestó públicamente el interés de su partido en desaparecer para integrar su militancia al Partido Socialista Unido de Venezuela (PSUV), de hecho Contreras se retiró del MEP para sumarse al nuevo partido, pero poco antes de realizarse unas elecciones internas para decidir la dirección temporal del mismo se retira y retorna nuevamente al MEP, aunque luego fue expulsado como se hizo referencia.

### Gobierno de Nicolás Maduro
Tras la muerte de Hugo Chávez deciden apoyar la candidatura de Nicolás Maduro en las elecciones presidenciales de 2013, aportando 93.189 votos. Más adelante, el 15 de mayo de 2014 el Tribunal Supremo de Justicia (TSJ) interviene en el MEP, suspendiendo las elecciones internas del partido programadas para dos días después mientras se decidía sobre una solicitud de amparo cautelar interpuesta por Casto Gil Rivera, Gilberto Jiménez Prieto y Benita Romero de Finol. Luego, el 17 de julio de 2015 el TSJ destituyó a la directiva nacional sustituyendo al entonces secretario general Wilmer Nolasco por Gilberto Jesús Jiménez Prieto. A raíz de este hecho, parte de la militancia del MEP decide llevar adelante la iniciativa que llamaron «MEP-Originario», separándose del MEP nombrado por el TSJ. En mayo de 2017 participaron en el proceso de renovación de partidos políticos del Consejo Nacional Electoral; sin embargo, el MEP no fue relegitimado.
Luego de pasar 5 años la directiva ad hoc nombrada por el TSJ, éste no organizó un proceso electoral interno quedando en desacato a las jurisprudencia emitidas por el Tribunal Supremo de Justicia (TSJ), utilizando las siglas del partido para un beneficio personal y un clientelismo político. En vista de eso, el dirigente y militante del MEP Jesús Cova en 2020 introduce un amparo constitucional con medida cautelar en el Tribunal Supremo de Justicia (TSJ) sala constitucional impulsando una rebelión en la militancia para el rescate del partido y en rechazo a Nicolás Maduro por usurpar y manipular los poderes públicos a su conveniencia. En ese sentido, el MEP queda en un proceso de judicialización secuestrado por Nicolás Maduro y demandado por Jesús Cova.[cita requerida]
El dirigente Jesús Cova negó que el MEP forma parte de la Plataforma Unitaria, a raíz de la publicación de un comunicado en la que aparecía el nombre del partido. Nolasco, que lidera otro sector del partido, se sumó a las declaraciones hechas por Cova, indicando que el partido no forma parte de ninguna plataforma unitaria. El sector que forma parte del Gran Polo Patriótico Simón Bolívar, manifestaron su apoyo al candidato del Gran Polo Patriótico, Gilberto Pinto en las elecciones regionales celebradas el 21 de noviembre de 2021.

## Himno
El himno del partido se denomina A luchar y vencer, combatientes. El himno fue escrito por Ramiro Flores y la música fue compuesta por Guillermo Castillo.
Letra: Ramiro Flores
Música: Guillermo Castillo Bustamante.
| — Coro — Movimiento del pueblo, ¡De frente! A romper el sistema opresor. ¡A luchar y vencer, combatiente! Con doctrina, constancia y valor!!! Anunciemos con grito optimista Una aurora en la historia social: Democracia integral, socialista; Hombre nuevo, libre, universal. — I — Arrasemos en nuestro camino La injusticia y la explotación Forje el pueblo su propio destino Construyendo su revolución. Levantemos nación sin tutela, Sin el vil coloniaje imperial; Una nueva y audaz Venezuela. — II — Usa, pueblo, tu mano y tu mente Crea patria por campo y ciudad Con la fuerza sólido frente Nadie, nunca te derrotara. Juventud que encendió en la Victoria Con su sangre la llama triunfal Di ¡Presente!, para ser historia Con el pueblo creador inmortal. |

## Resultados

### Elecciones presidenciales
| Elección | Candidato                    | Votos                                       | Porcentaje                                | Resultado                                      |
| -------- | ---------------------------- | ------------------------------------------- | ----------------------------------------- | ---------------------------------------------- |
| 1968     | Luis Beltrán Pietro Figueroa | 645.532                                     | 17,35%                                    | No electo                                      |
| 1973     | Jesús Paz Galarraga          | 191.004                                     | 4,37%                                     | No electo                                      |
| 1978     | Luis Beltrán Pietro Figueroa | 59.747                                      | 1,12%                                     | No electo                                      |
| 1983     | José Vicente Rangel          | 73.978                                      | 1,11%                                     | No electo                                      |
| 1988     | Edmundo Chirinos             | 28.874                                      | 0,39%                                     | No electo                                      |
| 1993     | Rafael Caldera               | 27.788                                      | 0,49%                                     | Electo                                         |
| 1998     | Hugo Chávez                  | 54.797                                      | 0,84%                                     | Electo                                         |
| 2000     | Hugo Chávez                  | 14.045                                      | 0,22%                                     | Electo                                         |
| 2006     | Hugo Chávez                  | 94.706                                      | 0,81%                                     | Electo                                         |
| 2012     | Hugo Chávez                  | 185.815                                     | 1,24%                                     | Electo                                         |
| 2013     | Nicolás Maduro               | 93.189                                      | 0,62%                                     | Electo                                         |
| 2018     | Nicolás Maduro               | ?                                           | ?                                         | Electo                                         |
| 2024     | Nicolás Maduro               | 17.767 (Según la CNE) 18 074 (Según la CCV) | 0,16% (Según la CNE) 0,16% (Según la CCV) | Electo (según la CNE) No electo (según la CCV) |

### Elecciones parlamentarias

#### Senadores al Senado de la República
| Elección | Diputados | +/- |
| -------- | --------- | --- |
| 1968     | 5/52      | 5   |
| 1973     | 2/47      | 3   |
| 1978     | 0/44      | 2   |

A partir de 1978, hasta 1998, el partido no obtuvo representantes en el Senado.

#### Diputados a la Cámara en el Congreso Nacional y a la Asamblea Nacional
| Elección | Diputados | +/- |
| -------- | --------- | --- |
| 1968     | 25/214    | 25  |
| 1973     | 8/200     | 17  |
| 1978     | 4/199     | 4   |
| 1983     | 3/200     | 1   |
| 1988     | 2/201     | 1   |
| 1993     | 1/203     | 1   |
| 1998     | 1/207     | 0   |
| 2000     | 0/165     | 1   |
| 2005     | 1/167     | 1   |
| 2010     | 0/165     | 1   |
| 2015     | 0/167     | 0   |
| 2020     | 3/277     | 3   |